# Eurovision France, c'est vous qui décidez !
Pour les participations de la France au Concours, voir France au Concours Eurovision de la chanson.
Pour la dernière participation de la France au Concours, voir France au Concours Eurovision de la chanson 2024.
Eurovision France, c'est vous qui décidez ! est l'émission de télévision permettant au public français de sélectionner la chanson et l'artiste qui représentent la France au Concours Eurovision de la chanson en 2021 et 2022. Elle remplace Destination Eurovision, utilisée pour les éditions 2018 et 2019.
En 2021, c'est Barbara Pravi et sa chanson Voilà qui l'emporte, avec 204 points face aux onze autres artistes ou groupes en compétition.
En 2022, c'est Alvan & Ahez et leur chanson Fulenn qui l'emportent, avec 222 points face aux onze autres artistes ou groupes en compétition.

## Histoire
La France a officieusement annoncé sa participation lorsque France Télévisions a confirmé le 19 juin 2020 que Tom Leeb ne représentera pas la France au Concours Eurovision de la chanson 2021.
Le 21 juin 2020, France 2 annonce que la France choisira son représentant et sa chanson au concours via une sélection nationale se voulant différente de la précédente, Destination Eurovision, utilisée pour 2018 et 2019. En effet, la soirée est une création produite en interne par France.tv Studio, la production n'étant plus assurée par ITV Studios France. Durant l'émission, les candidats sont départagés par le vote des téléspectateurs et d'un jury, sans aucune précision à ce moment-là sur la forme que prend ce dernier (national, interne ou international).
Le 22 juin 2020, la chaîne annonce que l'appel à candidatures pour l'émission, dont le nom de projet est Un Eurovision France, dure du 29 juin au 30 septembre 2020.
Le 3 juillet 2020, France 2 annonce que le nom définitif de l'émission est Eurovision France, c'est vous qui décidez.
Le 9 décembre 2020, la délégation française a annoncé dans un communiqué le nom des douze candidats qui participent à la sélection nationale pour représenter la France au Concours Eurovision de la chanson, à Rotterdam aux Pays-Bas.
Le 12 janvier 2021, France 2 annonce la date de la sélection, ayant lieu le 30 janvier.
Le 3 mai 2021, la cheffe de la délégation française Alexandra Redde-Amiel a annoncé en même temps de la participation de la France au concours en 2022 que le format de sélection sera reconduit. Les soumissions sont ouvertes à partir du 21 juin 2021.
En 2023, l'émission n'est pas renouvelée au profit d'une sélection interne.

## Édition 2021

### Format
L'émission est un concours en une soirée se déroulant dans un studio à Paris pour cause de pandémie de Covid-19. Les présentateurs sont Stéphane Bern et Laurence Boccolini, qui commentent également la finale du Concours Eurovision de la chanson 2021, le 22 mai 2021.
Le 8 janvier 2021, France 2 révèle lors d'une conférence de presse au Théâtre Apollo à Paris le format définitif d'Eurovision France, c'est vous qui décidez.
La sélection se fait en trois parties :
- Les Qualifications : sept chansons en lice pour Rotterdam, aux Pays-Bas, désignées par le public seront avancées pour le Vote Ultime.
- L'Euro-ticket : une est remise par le jury franco-international à une huitième chanson n'ayant pas été qualifiée par le vote du public, rejoignant les sept autres chansons qualifiés pour le Vote Ultime.
- Le Vote Ultime : sur les huit chansons en lice pour représenter le pays, une seule sera désignée vainqueur de la sélection par le jury et le public, et cette chanson gagnante représentera la France à la finale du Concours à Rotterdam, aux Pays-Bas, le 22 mai.

En même temps que la révélation du format, une projection de la future scène a été dévoilée par France 2. Cette dernière, ressemblant à la scène de Destination Eurovision, est composée d'un podium circulaire surplombé de faisceaux lumineux, et en haut duquel se trouve une autre plateforme circulaire.

### Production et organisation
L'émission est coprésentée par Stéphane Bern et Laurence Boccolini.

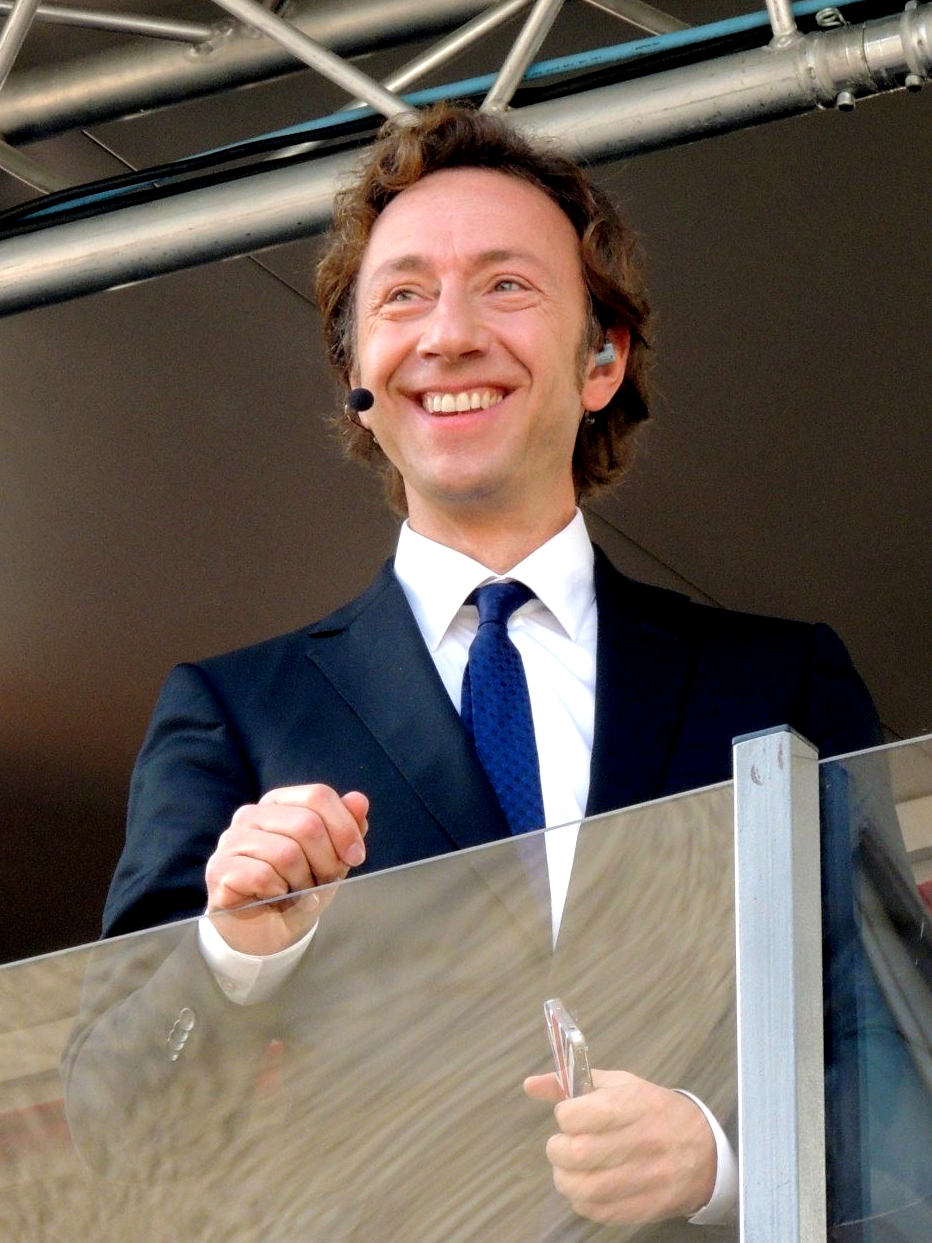
Stéphane Bern

#### Jury
Le jury se compose de 10 célébrités. Il est présidé par Amir, accompagné de Chimène Badi, Michèle Bernier, Agustín Galiana, Jean-Paul Gaultier, Élodie Gossuin, Duncan Laurence, André Manoukian, Marie Myriam et Natasha St-Pier.

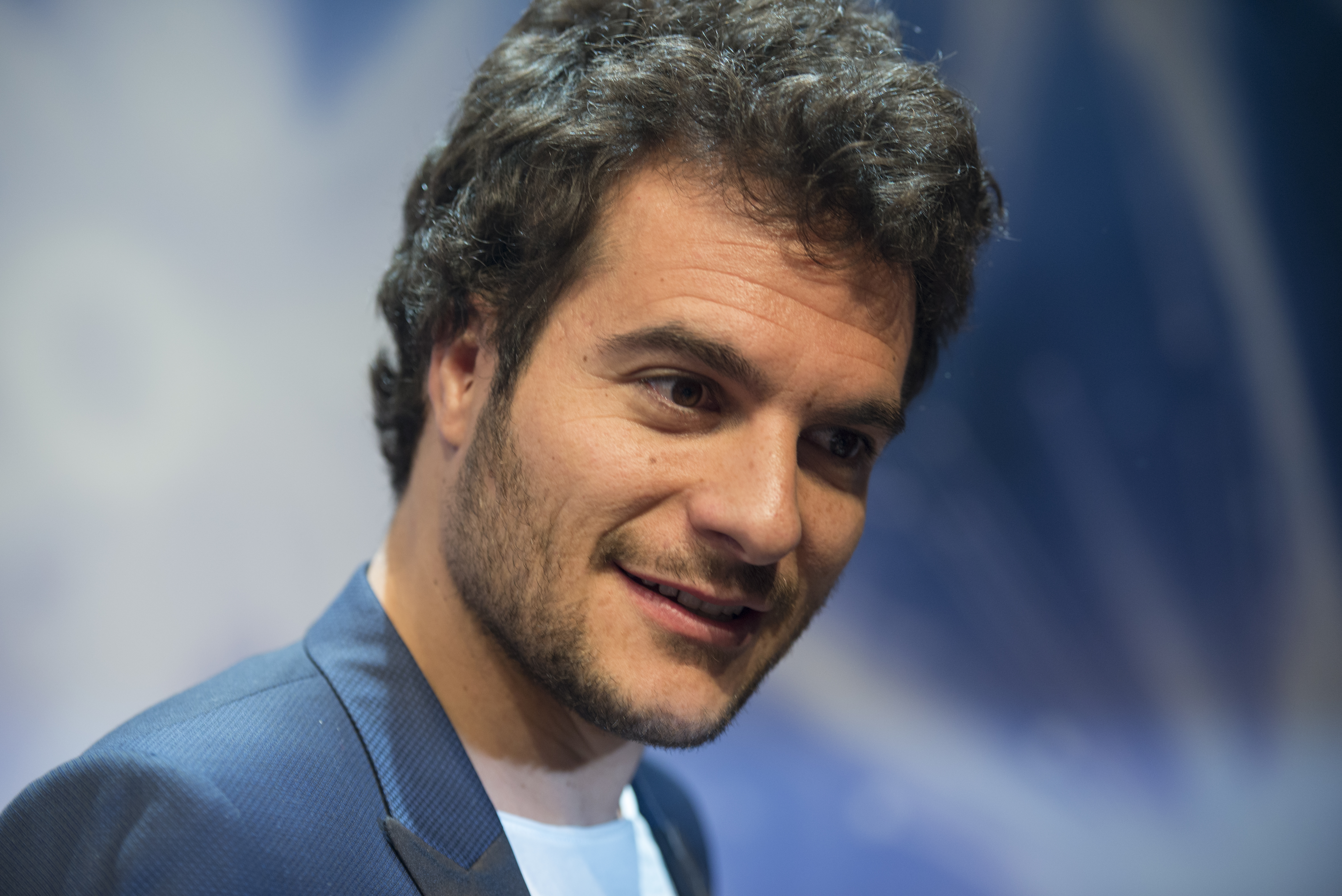
Amir
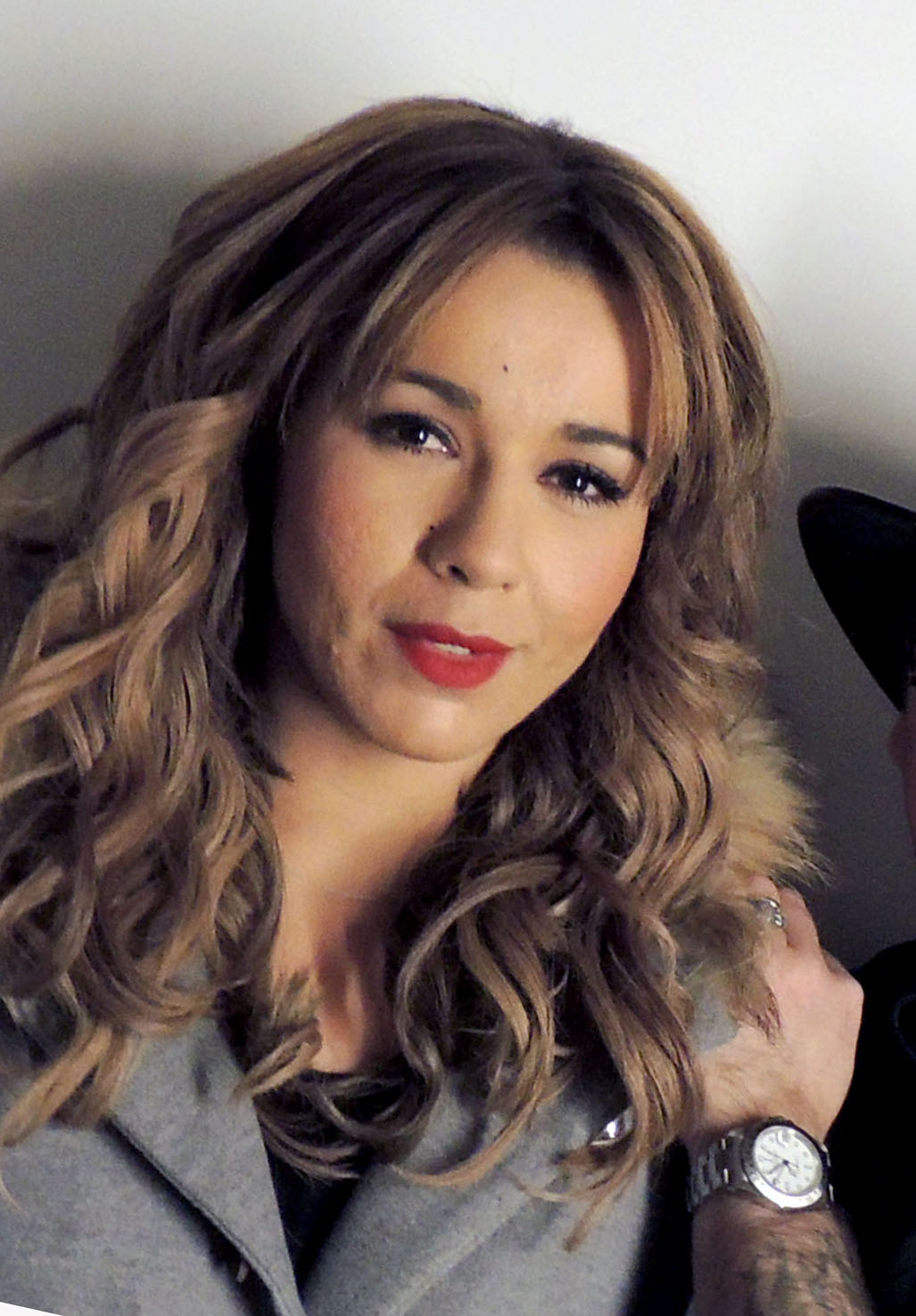
Chimène Badi
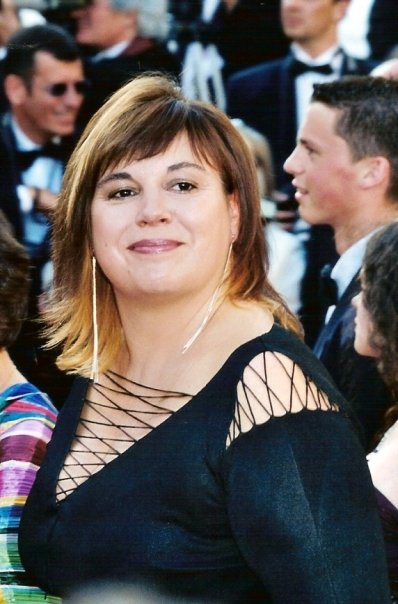
Michèle Bernier
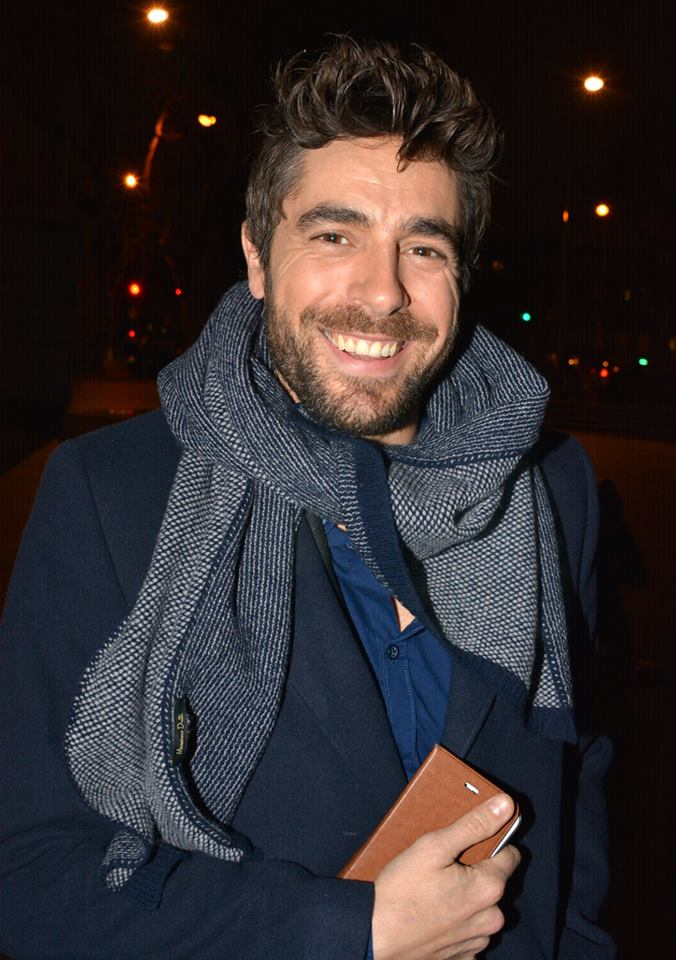
Agustín Galiana
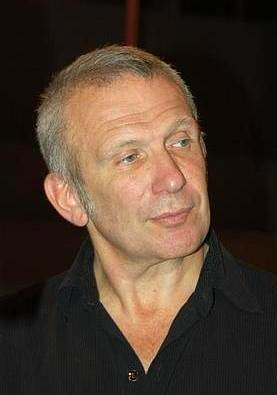
Jean-Paul Gaultier
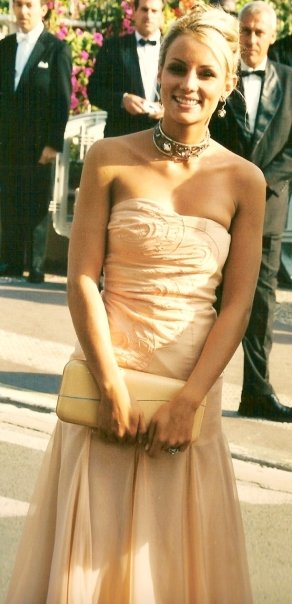
Élodie Gossuin
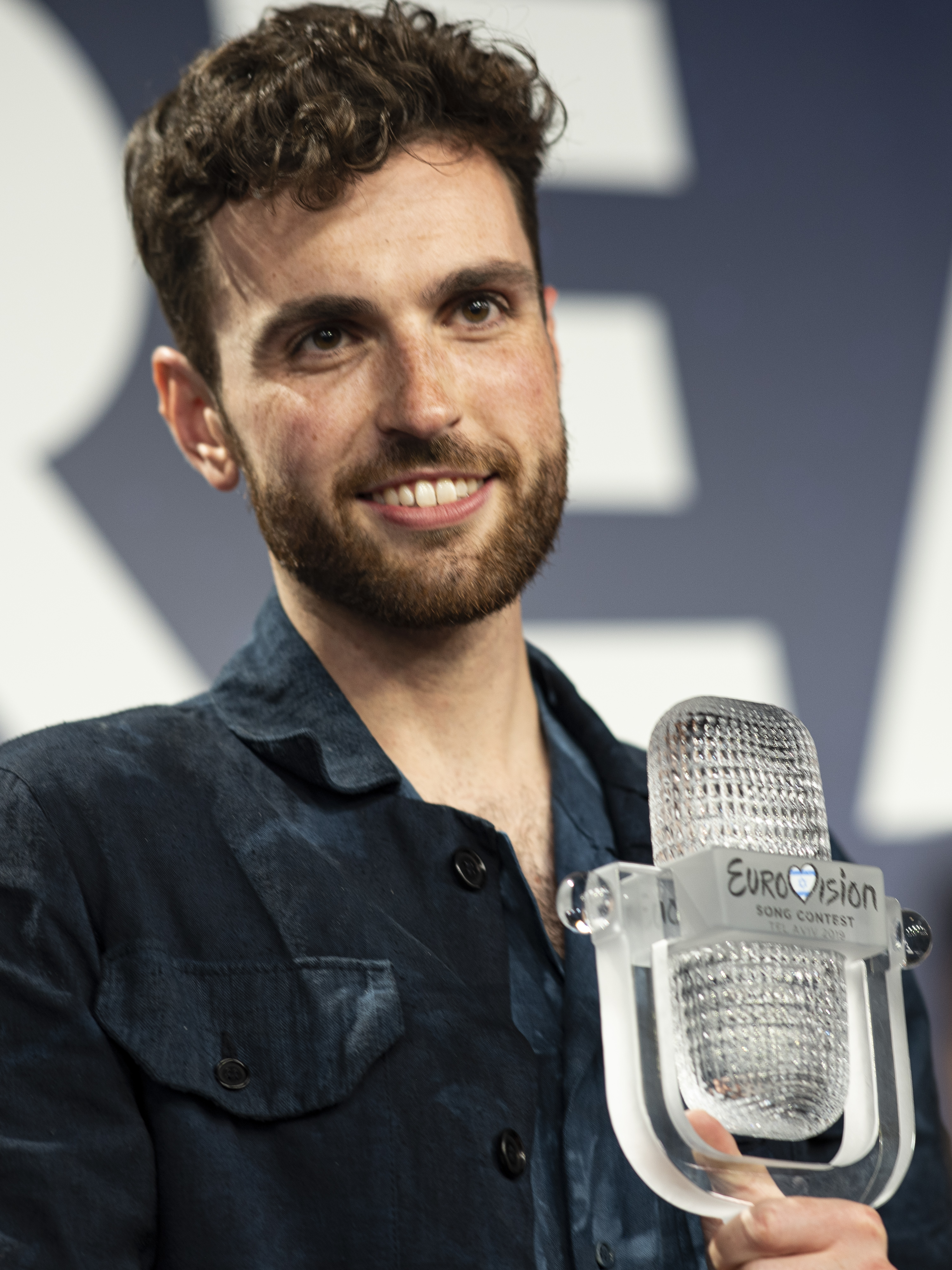
Duncan Laurence
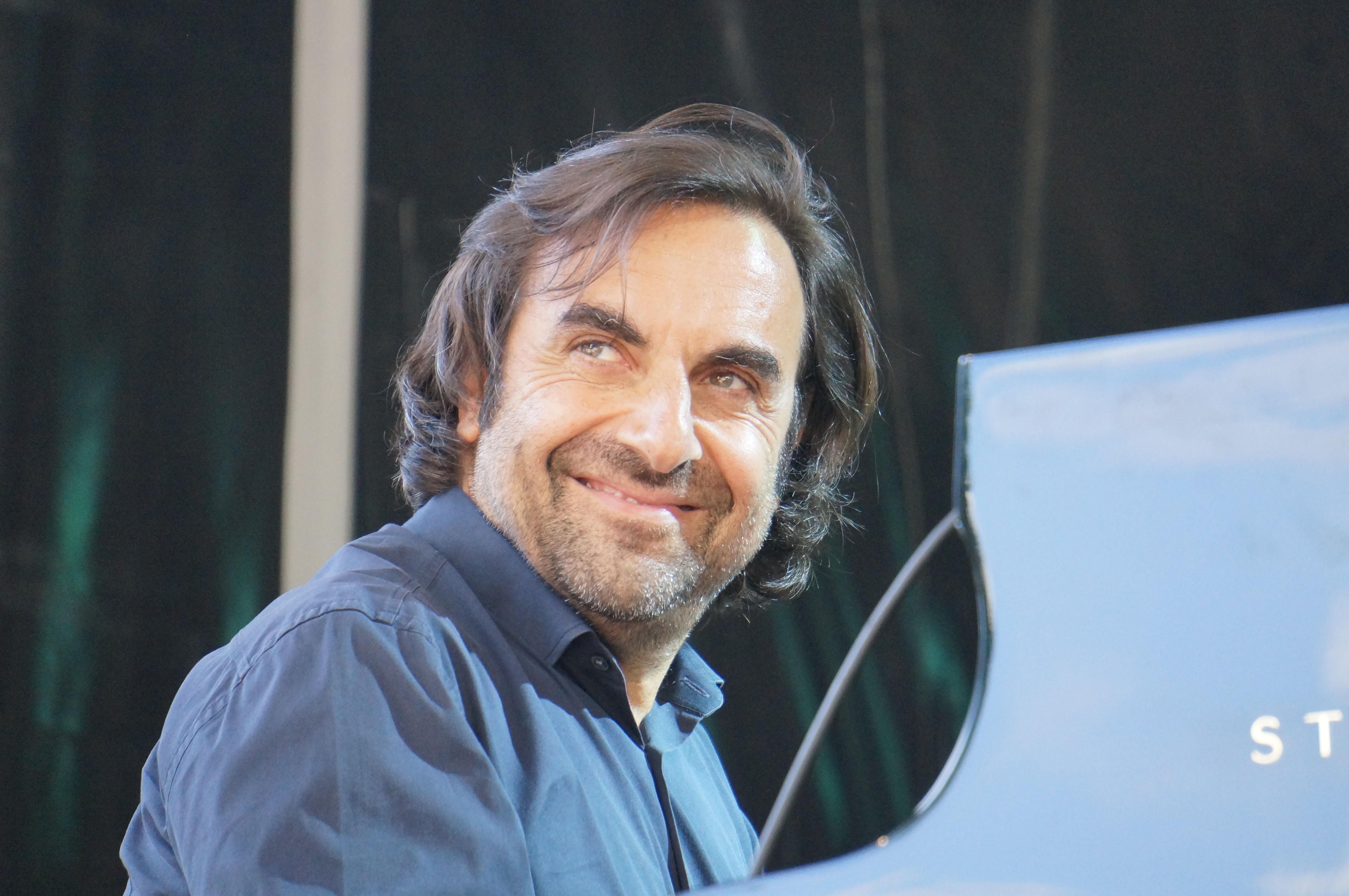
André Manoukian
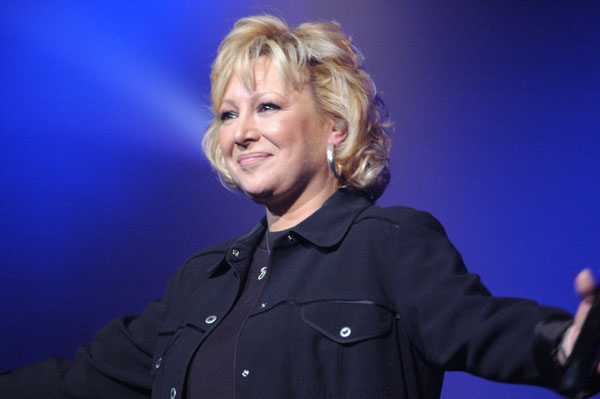
Marie Myriam
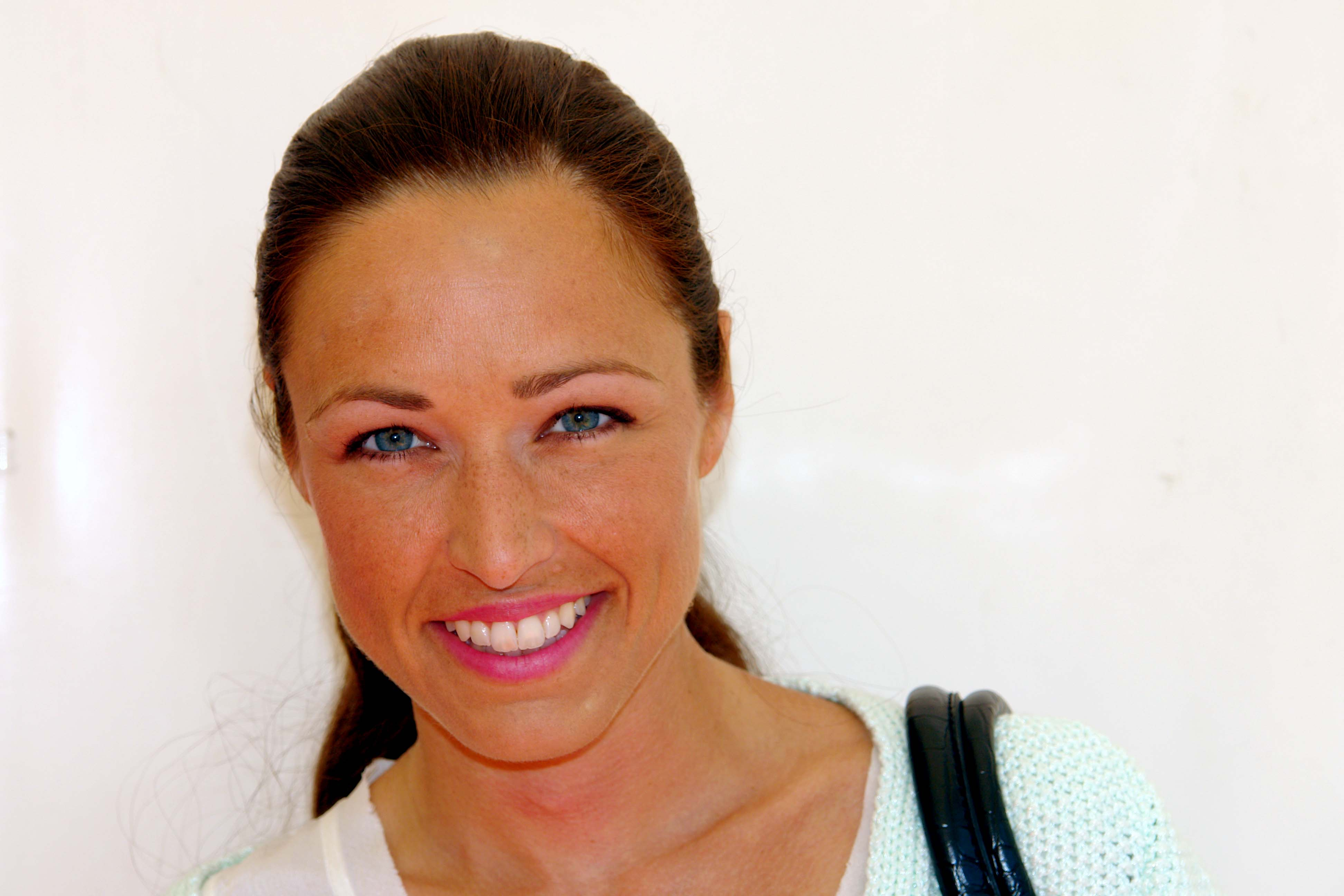
Natasha St-Pier

### Chansons

#### Finale
Le 8 décembre 2020, plusieurs médias traitant du Concours Eurovision de la chanson révèlent cinq candidats potentiels sur les douze que doit compter la sélection. Ils précisent également que les artistes et leur chanson seront présentés chacun dans un programme d'une minute, diffusé quotidiennement à partir du 28 décembre 2020 à 20 h 40 sur France 2 et baptisé provisoirement Pastille Eurovision. Le lendemain dans un communiqué le diffuseur dévoile les douze participants à l'émission.
La série de présentation (finalement nommée Eurovision France : les finalistes) est diffusée du 16 décembre 2020 au 15 janvier 2021.
| Artiste          | Langue             | Chanson                       | Traduction            | Auteur/Compositeur                            |
| ---------------- | ------------------ | ----------------------------- | --------------------- | --------------------------------------------- |
| 21 juin, le Duo  | Français           | Peux-tu me dire ?             | —                     | Julien Guillemin, Manon Pècheur, Jan Orsi     |
| Ali              | Français           | Paris me dit (Yalla ya helo!) | — (Viens, mon beau !) | Hyphen Hyphen                                 |
| Amui             | Français, tahitien | Maeva                         | Bienvenue             | Ken Carlter, Serena F. Carlter, Edwiga Taerea |
| Andriamad        | Français, anglais  | Alléluia                      | —                     | Andriamad                                     |
| Barbara Pravi    | Français           | Voilà                         | —                     | Barbara Pravi, Igit, Lili Poe                 |
| Casanova         | Français, corse    | Tutti                         | Tous                  | Yoann Casanova, Théo Grasset, Jérôme Brulant  |
| Céphaz           | Français           | On a mangé le soleil          | —                     | Antoine Essertier, Elise Reslinger            |
| Juliette Moraine | Français           | Pourvu qu’on m’aime           | —                     | Juliette Moraine, Rémi Portat                 |
| LMK              | Français, anglais  | Magique                       | —                     | Eve-Line Lamarca, High P                      |
| Philippine       | Français           | Bah non                       | —                     | Philippine Zadéo, Caméléon                    |
| Pony X           | Français, anglais  | Amour fou                     | —                     | Spoolman, SquirL, Clarence                    |
| Terence James    | Français           | Je t’emmènerai danser         | —                     | Terence James, Ben Mazué                      |

##### Qualifications
- Qualifiés pour le vote ultime, grâce au télévote.
- Qualifiés pour le vote ultime, grâce au vote du jury (Euro-ticket).

Ci-après, les sept chansons qualifiées pour le vote ultime, grâce au vote des téléspectateurs. Une chanson supplémentaire est qualifiée par le jury, grâce à un Euro-ticket :
| Ordre de passage | Artiste          | Chanson                       | Qualifié(s) |
| ---------------- | ---------------- | ----------------------------- | ----------- |
| 1                | Andriamad        | Alléluia                      | Non         |
| 2                | Juliette Moraine | Pourvu qu’on m’aime           | Oui         |
| 3                | Céphaz           | On a mangé le soleil          | Oui         |
| 4                | Amui             | Maeva                         | Oui         |
| 5                | Philippine       | Bah non                       | Non         |
| 6                | Terence James    | Je t’emmènerai danser         | Non         |
| 7                | Barbara Pravi    | Voilà                         | Oui         |
| 8                | Pony X           | Amour fou                     | Oui         |
| 9                | Casanova         | Tutti                         | Oui         |
| 10               | LMK              | Magique                       | Oui         |
| 11               | Ali              | Paris me dit (Yalla ya helo!) | Non         |
| 12               | 21 juin, le Duo  | Peux-tu me dire ?             | Oui         |

##### Vote ultime
- Chanson vainqueur de la compétition.
- Chanson terminant à la deuxième place.
- Chanson terminant à la troisième place.

Ci-après, les détails du vote ultime, permettant de départager les huit chansons restantes en compétition :
| Artiste          | Chanson              | Vote du jury | Télévote | Total | Place |
| ---------------- | -------------------- | ------------ | -------- | ----- | ----- |
| Barbara Pravi    | Voilà                | 104          | 100      | 204   | 1re   |
| Juliette Moraine | Pourvu qu’on m’aime  | 76           | 60       | 136   | 2e    |
| Pony X           | Amour fou            | 74           | 50       | 124   | 3e    |
| Casanova         | Tutti                | 22           | 80       | 102   | 4e    |
| Céphaz           | On a mangé le soleil | 52           | 30       | 82    | 5e    |
| Amui             | Maeva                | 8            | 70       | 78    | 6e    |
| LMK              | Magique              | 66           | 10       | 76    | 7e    |
| 21 juin, le Duo  | Peux-tu me dire ?    | 18           | 20       | 38    | 8e    |

Ci-après, les détails du vote, par membre du jury[réf. nécessaire] :
| Artiste          | M. Myriam | J.-P. Gaultier | É. Gossuin | D. Laurence | C. Badi | M. Bernier | A. Manoukian | N. St-Pier | A. Galiana | Amir | Total |
| ---------------- | --------- | -------------- | ---------- | ----------- | ------- | ---------- | ------------ | ---------- | ---------- | ---- | ----- |
| Barbara Pravi    | 2         | 10             | 12         | 10          | 12      | 10         | 12           | 12         | 12         | 12   | 104   |
| Juliette Moraine | 6         | 6              | 8          | 8           | 8       | 12         | 6            | 10         | 6          | 6    | 76    |
| Pony X           | 12        | 12             | 10         | 2           | 10      | 4          | 2            | 8          | 4          | 10   | 74    |
| LMK              | 10        | 2              | —          | 12          | 6       | 8          | 10           | 4          | 10         | 4    | 66    |
| Céphaz           | 8         | 8              | 6          | 4           | 2       | —          | 8            | 6          | 2          | 8    | 52    |
| Casanova         | 4         | —              | 2          | 6           | —       | —          | —            | —          | 8          | 2    | 22    |
| 21 juin, le Duo  | —         | 4              | 4          | —           | 4       | 6          | —            | —          | —          | —    | 18    |
| Amui             | —         | —              | —          | —           | —       | 2          | 4            | 2          | —          | —    | 8     |

### Diffusion et audience
L'émission est diffusée en direct, le 30 janvier 2021, sur France 2, entre 21 h 5 et 0 h 0.
Elle réunit 2 370 000 téléspectateurs, soit 12,3 % du public âgé de 4 ans et plus.

## Édition 2022

### Format
L'émission est, comme en 2021, un concours en une soirée qui se déroule à Paris. Les présentateurs sont Stéphane Bern et Laurence Boccolini, qui commenteront également la finale du Concours Eurovision de la chanson 2022, le 14 mai 2022.
La sélection se fait en trois parties :
- Les Qualifications : cinq chansons en lice pour représenter la France à Turin, en mai, désignées par le public sont avancées pour le Vote Ultime.
- L'Euro-ticket : comme en 2021, le jury attribue à une sixième chanson n'ayant pas été qualifiée par le vote du public une place pour le Vote Ultime.
- Le Vote Ultime : sur les six chansons en lice pour représenter le pays, une seule est désignée vainqueur de la sélection par le jury et le public, et cette chanson gagnante représentera la France à la finale du Concours à Turin, en Italie, le 14 mai.

### Production et organisation
L'émission est coprésentée par Stéphane Bern et Laurence Boccolini.
L'émission comprend également l'interprétation de Barbara Pravi ainsi qu'un hommage à l'Ukraine, en raison du conflit en cours.

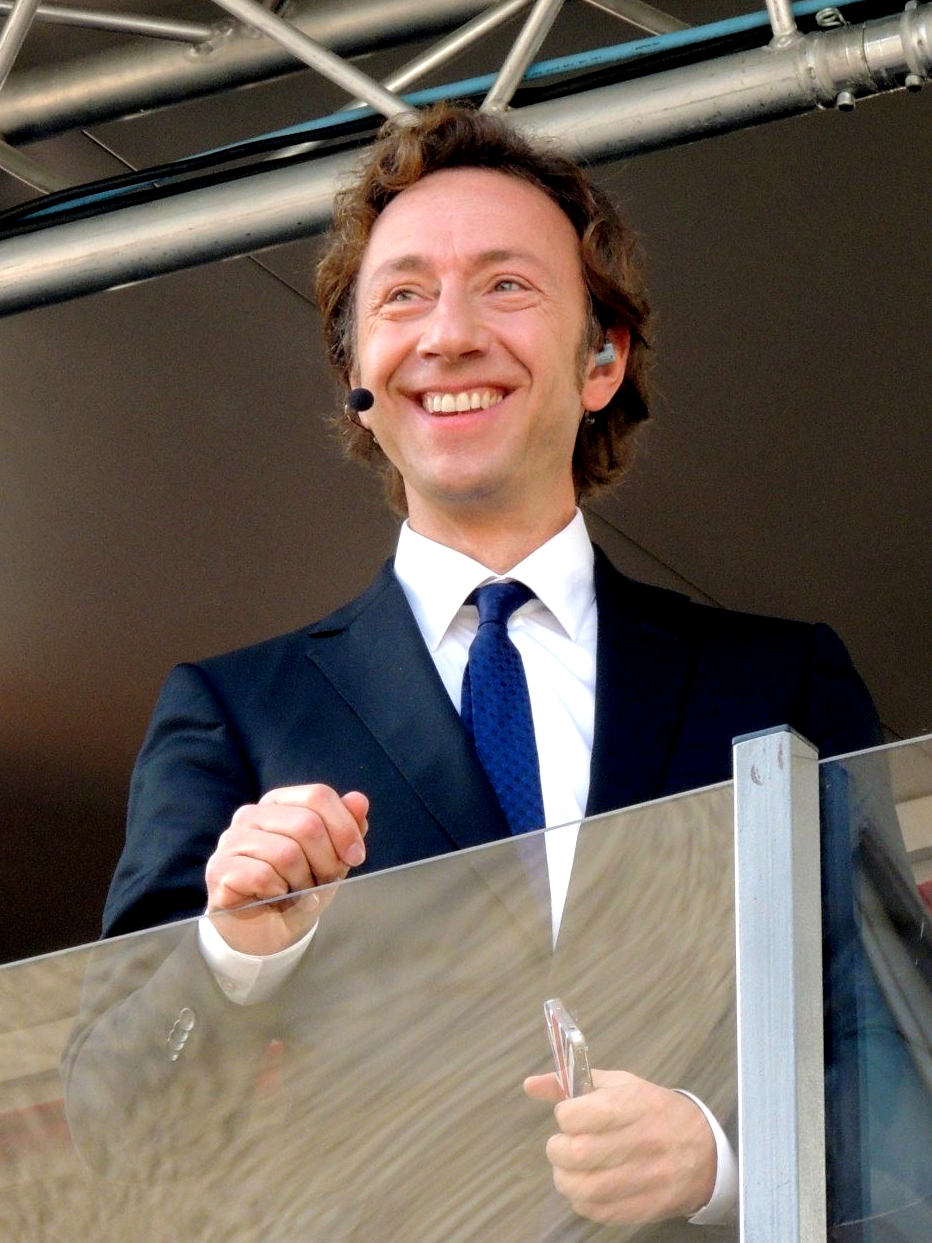
Stéphane Bern

#### Jury
Le jury se compose de 10 célébrités. Il est présidé par Jenifer, accompagnée de Gjon's Tears, Yseult, André Manoukian, Nicoletta, Agustín Galiana, Joyce Jonathan, Cyril Féraud, Élodie Gossuin et Sundy Jules.

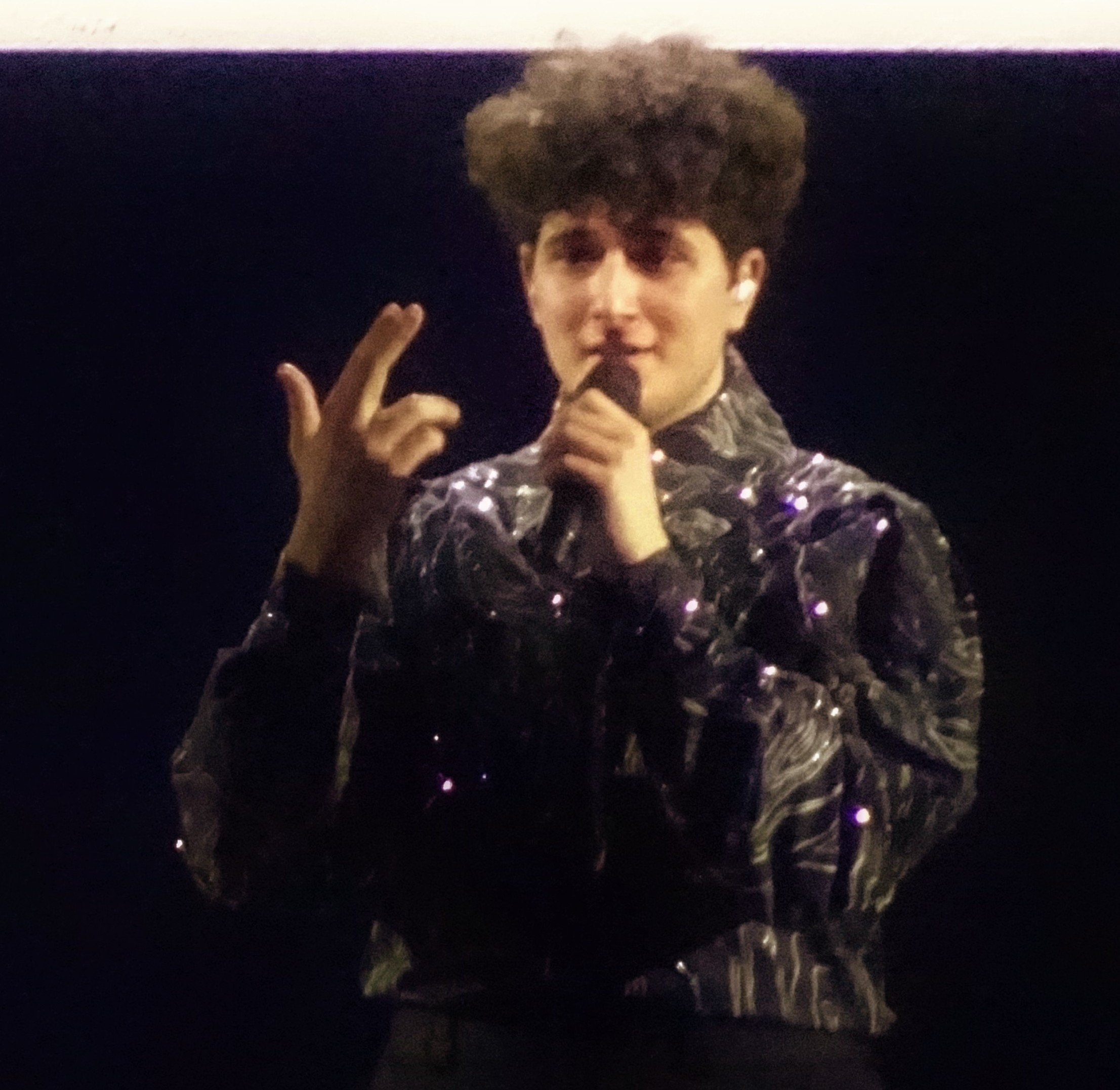
Gjon's Tears
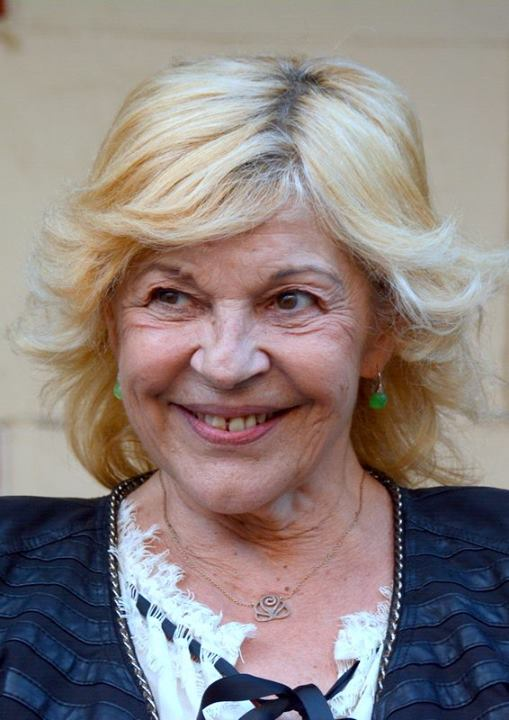
Nicoletta
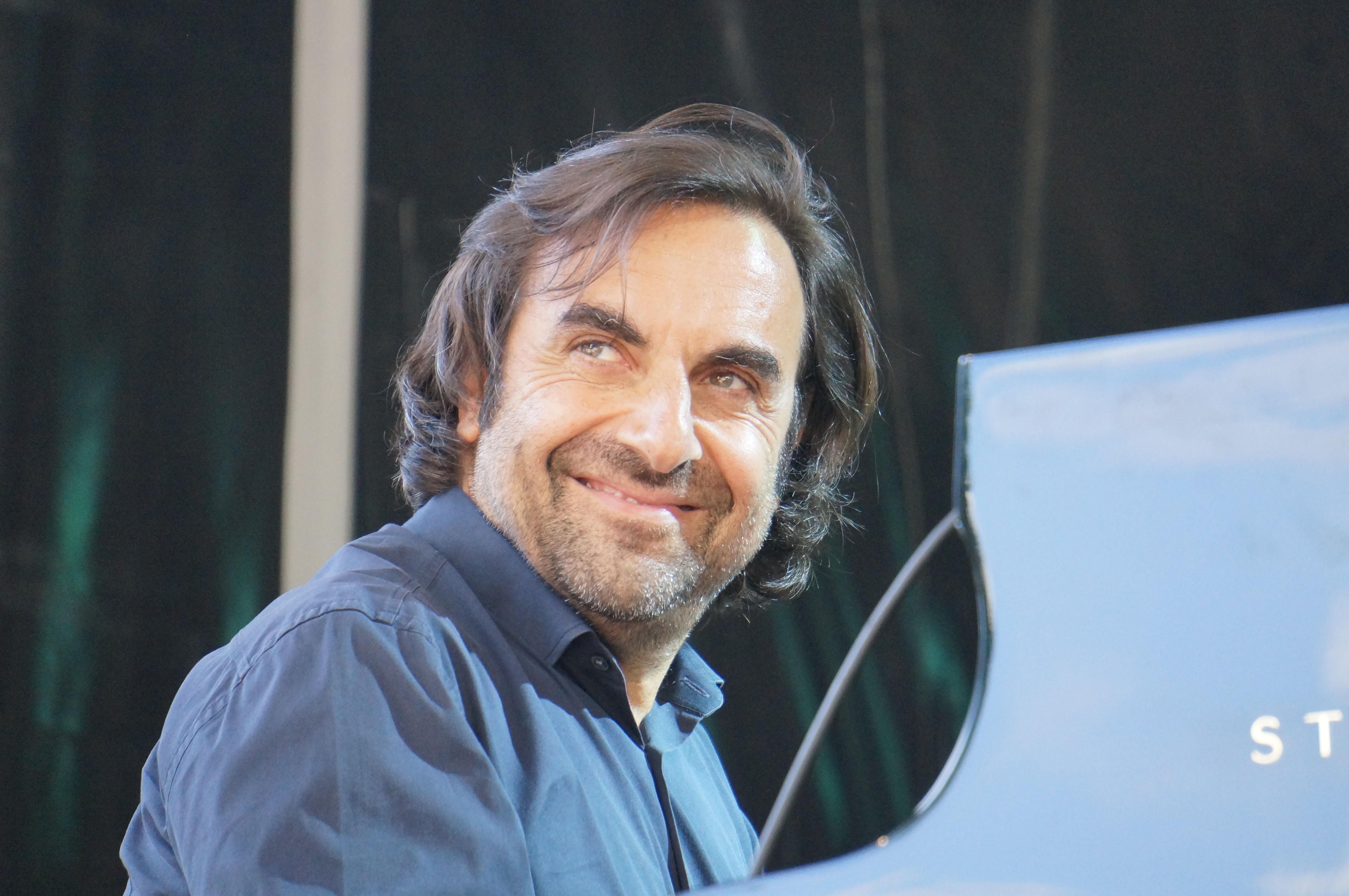
André Manoukian
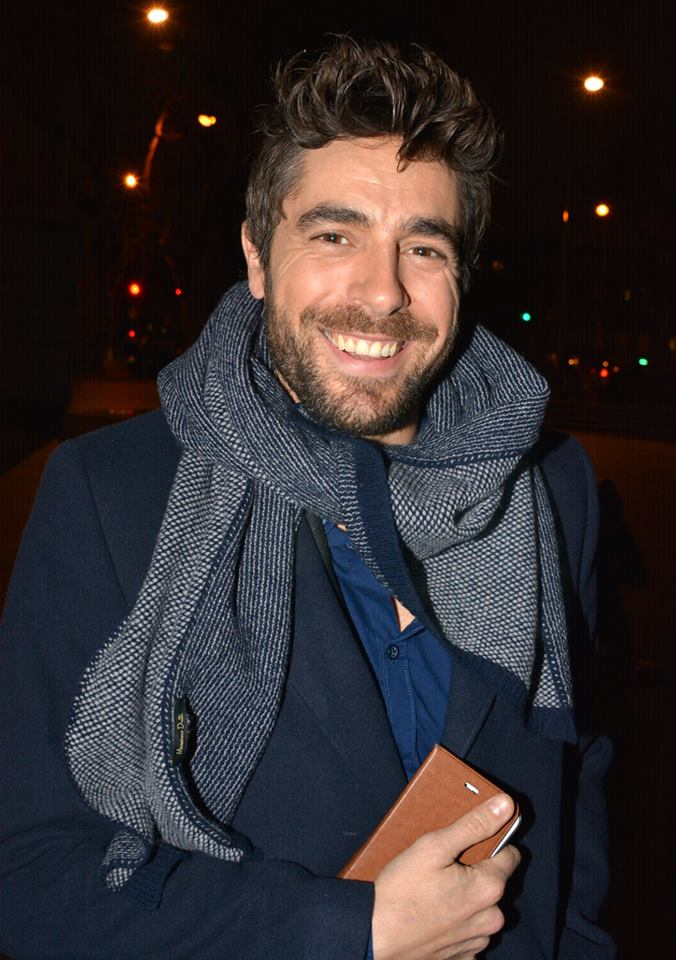
Agustín Galiana
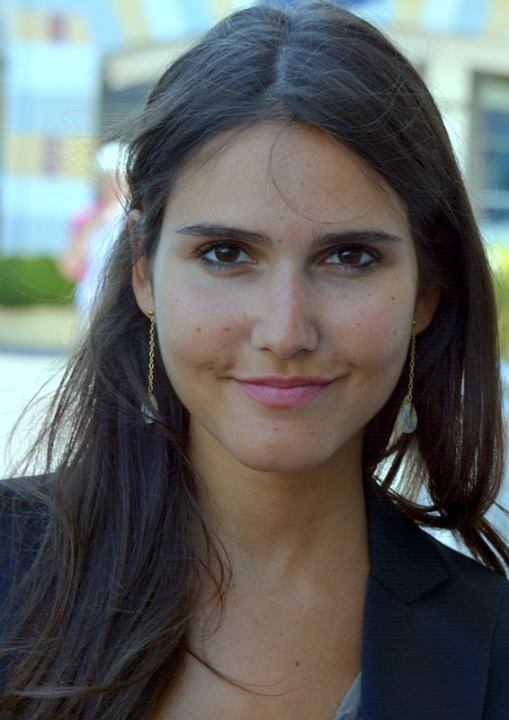
Joyce Jonathan
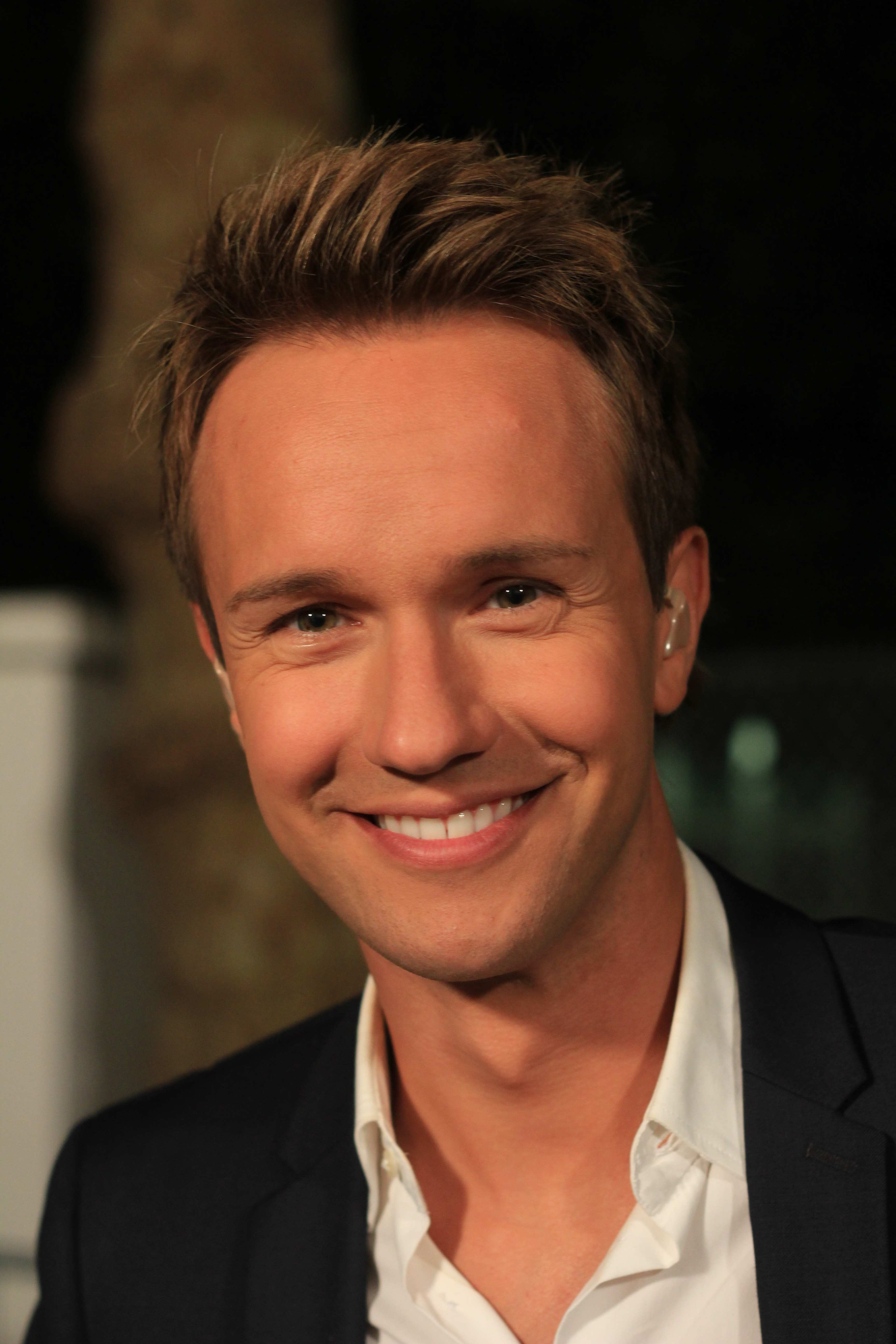
Cyril Féraud
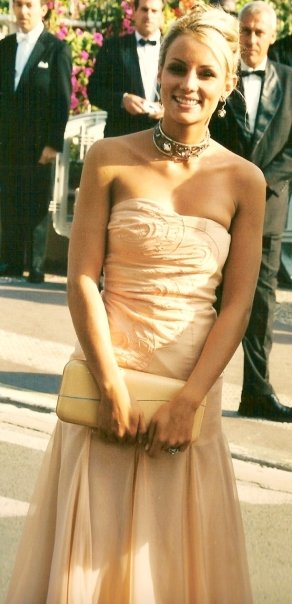
Élodie Gossuin

### Chansons
Les 12 chansons finalistes sont révélées le 16 février 2022 lors d'une conférence de presse organisée par France Télévisions.

#### Finale
| Artiste         | Langue                       | Chanson              | Traduction               | Auteur/Compositeur                                        |
| --------------- | ---------------------------- | -------------------- | ------------------------ | --------------------------------------------------------- |
| Alvan & Ahez    | Breton                       | Fulenn               | Étincelle ou Jeune Fille | Marine Lavigne, Alexis Morvan Rosius                      |
| Cyprien Zeni    | Français, créole réunionnais | Ma famille           | —                        | Cyprien Zeni, Stéphane Petrequi, Nicolas Lassus           |
| Elia            | Français                     | Téléphone            | —                        | Elia, Anibeatz                                            |
| Elliott         | Français                     | La tempête           | —                        | Elliott Schmitt, François Welgryn, Aliose, Gaspard Murphy |
| Hélène in Paris | Français                     | Paris mon amour      | —                        | David Lefèvre, Virginie Lesdemia, Hélène Benhamou         |
| Joan            | Français                     | Madame               | —                        | Joan, Alex Finkin                                         |
| Joanna          | Français                     | Navigateure          | —                        | Joanna, Sutus, Gaspard Murphy                             |
| Julia           | Français                     | Chut                 | —                        | Julia Fiquet, Alban Lico, Fabien Mettay, Anton Wick       |
| Marius          | Français                     | Les chansons d'amour | —                        | Marius Niollet, Igit, Jonathan Cagne                      |
| Pauline Chagne  | Français                     | Nuit Pauline         | —                        | Pauline Chagne, Antonin Tardy                             |
| Saam            | Français                     | Il est où ?          | —                        | Saam, Ness, Charles Boccara                               |
| SOA             | Français                     | Seule                | —                        | LudySoa, NathanSoa                                        |

1. ↑  La chanson contient également des mots en anglais.
2. ↑  La chanson contient  également une phrase en anglais.

#### Qualifications
Les cinq chansons recevant lors de cette manche le plus de votes du public sont qualifiées pour le vote ultime. Parmi les sept chansons restantes, une est repêchée par les votes du jury, au moyen de l'Euro-Ticket.
- Qualifiés pour le vote ultime, grâce au télévote.
- Qualifiés pour le vote ultime, grâce au vote du jury (Euro-ticket).

| Ordre de passage | Artiste         | Chanson              | Nombre de coups de cœur du jury | Résultat  |
| ---------------- | --------------- | -------------------- | ------------------------------- | --------- |
| 1                | SOA             | Seule                | 8                               | Qualifiés |
| 2                | Joan            | Madame               | 7                               | Éliminée  |
| 3                | Saam            | Il est où ?          | 6                               | Éliminé   |
| 4                | Elia            | Téléphone            | 8                               | Éliminée  |
| 5                | Marius          | Les chansons d'amour | 8                               | Qualifié  |
| 6                | Hélène in Paris | Paris mon amour      | 6                               | Éliminée  |
| 7                | Joanna          | Navigateure          | 7                               | Éliminée  |
| 8                | Alvan & Ahez    | Fulenn               | 9                               | Qualifiés |
| 9                | Julia           | Chut                 | 5                               | Éliminée  |
| 10               | Cyprien Zéni    | Ma famille           | 7                               | Qualifié  |
| 11               | Pauline Chagne  | Nuit Pauline         | 9                               | Qualifiée |
| 12               | Elliott         | La tempête           | 6                               | Qualifié  |

#### Vote ultime
- Chanson victorieuse de la compétition.
- Chanson terminant à la deuxième place.
- Chanson terminant à la troisième place.

| Artiste        | Chanson              | Vote du jury | Télévote | Total | Place |
| -------------- | -------------------- | ------------ | -------- | ----- | ----- |
| Alvan & Ahez   | Fulenn               | 102          | 120      | 222   | 1er   |
| Pauline Chagne | Nuit Pauline         | 72           | 100      | 172   | 2e    |
| SOA            | Seule                | 60           | 80       | 140   | 3e    |
| Marius         | Les chansons d'amour | 80           | 40       | 120   | 4e    |
| Cyprien Zéni   | Ma famille           | 74           | 20       | 94    | 5e    |
| Elliott        | La tempête           | 32           | 60       | 92    | 6e    |

Ci-après, les détails du vote, par membre du jury :
| Artiste        | Jenifer | G. Tears | Yseult | A. Manoukian | A. Galiana | J. Jonathan | C. Féraud | É. Gossuin | Nicoletta | S. Jules | Total |
| -------------- | ------- | -------- | ------ | ------------ | ---------- | ----------- | --------- | ---------- | --------- | -------- | ----- |
| Alvan & Ahez   | 12      | 6        | 10     | 12           | 12         | 8           | 12        | 12         | 12        | 6        | 102   |
| Marius         | 10      | 8        | 4      | 10           | 8          | 12          | 4         | 4          | 8         | 12       | 80    |
| Cyprien Zéni   | 8       | 4        | 12     | 6            | 6          | 4           | 10        | 10         | 10        | 4        | 74    |
| Pauline Chagne | 2       | 12       | 8      | 8            | 4          | 6           | 8         | 8          | 6         | 10       | 72    |
| SOA            | 6       | 2        | 6      | 4            | 10         | 10          | 6         | 6          | 2         | 8        | 60    |
| Elliott        | 4       | 10       | 2      | 2            | 2          | 2           | 2         | 2          | 4         | 2        | 32    |

### Audience
L'émission fut regardée par 1,47 million de personnes, pour 8,8 % de parts de marché, en forte baisse par rapport à 2021.